# FBK Kaunas
Kauno futbolo beisbolo klubas, besser bekannt unter der Abkürzung FBK Kaunas, war ein litauischer Baseball- und Fußballverein aus Kaunas. Er wurde 2012 aufgelöst. Der Verein wurde achtmal litauischer Meister und viermal litauischer Pokalsieger.

## Geschichte
1960 wurde in Kaunas ein Klub namens Banga Kaunas gegründet. Während der Sowjetzeit wurde der Klub 1986 und 1989 regionaler Meister Litauens. Ab 1990 nahm der Verein an der litauischen Meisterschaft in der A Lyga teil. 1993 trat man als Fußballabteilung dem Baseballverein bei und gründete so den aktuellen Verein.
1997 konnte der Verein sich für den UEFA Intertoto Cup 1997 qualifizieren. Er gewann zwar mit 3:2 gegen KS/Leiftur und spielte 2:2 gegen Odense BK, schied jedoch mit lediglich vier Punkten in der Gruppenphase aus.
In den ersten Jahren der A Lyga erreichte der Klub Mittelfeldplätze. 1998 erreichte man das Pokalfinale, das Spiel gegen Ekranas Panevėžys endete jedoch mit einer 0:1-Niederlage. In der folgenden Saison erreichte man neben einem dritten Platz in der Liga wieder das Finale, unterlag dieses Mal Kareda Šiauliai mit 0:3 nach Verlängerung.
Nach dem Erreichen des dritten Platzes in der Saison 1998/99 qualifizierte man sich für die Teilnahme am UEFA-Pokal 1999/2000, wo man dann aber bereits in der ersten Runde gegen Maccabi Tel Aviv mit 1:3 und 2:1 in der Addition ausschied. In der darauffolgenden Saison der Champions League, für die man sich als Meister 2000 qualifizierte, besiegte Kaunas in der ersten Runde NK Brotnjo Čitluk aus Bosnien mit 4:0 und 0:3. Anschließend verlor man jedoch gegen die Glasgow Rangers deutlich mit 1:4 und 0:0. In der anschließenden Spielzeit der Königsklasse unterlag man bereits in der ersten Qualifikationsrunde FK Sloga Jugomagnat Skopje aus Mazedonien aufgrund der Auswärtstorregel mit 0:0 und 1:1.
Unter dem Namen FK Žalgiris Kaunas gewann man erstmals die Meisterschaft in der Übergangssaison 1999, als auf einen Saisonverlauf innerhalb des Kalenderjahres umgestellt wurde. Zu Beginn der kommenden Saison wieder rückumbenannt, begann der Klub die Liga zu dominieren und gewann alle Meisterschaften bis 2004. 2002 gelang zudem mit einem 3:1-Sieg gegen Sūduva Marijampolė der erste Pokalsieg der Vereinsgeschichte. 2004 und 2005 konnte der Titel erneut gewonnen werden.
In der Champions League 2002/03 schied man bereits in der ersten Runde gegen KS Dinamo Tirana aus. In der Spielzeit 2003/04 gewann man in der ersten Qualifikationsrunde gegen HB Tórshavn mit 1:0 und 4:1. In der zweiten Qualifikationsrunde verlor Kaunas dann aber gegen Celtic Glasgow deutlich mit 0:4 und 0:1. Auch ein Jahr später erreichte man durch einen Sieg über die Sliema Wanderers (2:0 und 4:1) die zweite Qualifikationsrunde in der Königsklasse, schied dann jedoch erneut aus, als man Djurgårdens IF aus Schweden mit 0:0 und 0:2 unterlag. In der Spielzeit 2005/06 der Champions League traf der Verein wie zwei Jahre zuvor in der ersten Qualifikationsrunde auf HB Tórshavn und konnte das Duell wieder für sich entscheiden (4:2 und 4:0). Jedoch musste man sich abermals in der nächsten Runde, dieses Mal gegen den FC Liverpool, mit 1:3 und 0:2 geschlagen geben. Im folgenden Jahr qualifizierte man sich als Vizemeister für die Teilnahme am UEFA-Pokal 2006/07. Der Verein setzte sich in der ersten Qualifikationsrunde gegen den FC Portadown (3:1 und 1:0), schied dann jedoch gegen den dänischen Vertreter Randers FC aus, als ein 1:0-Heimspielerfolg nach einer 1:3-Auswärtsniederlage nicht zum Weiterkommen reichte. In der Spielzeit 2007/08 der Königsklasse schied man bereits in der ersten Qualifikationsrunde mit 1:3 und 3:2 gegen Zeta Golubovci aus Montenegro aus.
2005 musste man in der Meisterschaft Ekranas Panevėžys den Vortritt lassen, als man die Saison mit 10 Punkten Rückstand als Vizemeister beendete. Im folgenden Jahr ließ man diese wieder hinter sich und wurde mit 21 Punkten Vorsprung unangefochten zum siebten Mal litauischer Landesmeister und löste Kovas Kaunas und KSS Klaipėda als Rekordmeister ab, die in der Zeit vor dem Zweiten Weltkrieg jeweils sechs Mal Meister gewesen waren.
FBK Kaunas wurde von der Ūkio bankas gesponsert, deren Hauptanteilseigner der Unternehmer Wladimir Romanow war. Im Oktober 2005 wurde dieser auch Mehrheitsaktionär bei Heart of Midlothian, einem Klub der Scottish Premier League. Daraufhin wurde Kaunas als Farmteam des schottischen Vereins benutzt, Spieler wie Edgaras Jankauskas, Arkadiusz Klimek, Saulius Mikoliūnas, Marius Žaliūkas und Roman Bednář wurden von Kaunas an Hearts ausgeliehen, Bednář wechselte später ganz.
In der Saison 2008/09 erreichte der Verein nach Siegen über FC Santa Coloma aus Andorra und die Glasgow Rangers die 3. Qualifikationsrunde zur UEFA Champions League, in der die Mannschaft gegen den dänischen Vertreter Aalborg BK ausschied. Damit zog FBK aber in die erste Runde des UEFA-Pokals ein. In dieser war Sampdoria Genua der Gegner, gegen den man auch ausschied. Erfolgreicher verlief der Auftritt in der Baltic League. Im Finale konnte Skonto Riga mit 2:1 besiegt werden.
Nach der Saison 2008 zog sich FBK aufgrund von Differenzen mit dem Litauischen Fußballverband zunächst freiwillig aus der ersten Liga zurück. Daraufhin wurde die Mannschaft in die dritte Liga strafversetzt. Als Vizemeister spielte FBK dennoch in der UEFA Europa League, wobei die Mannschaft nach einem 0:0 und 1:1 gegen FK Sevojno in der zweiten Runde aufgrund der Auswärtstorregel ausschied. Die Südgruppe der dritten Liga dominierte die Mannschaft hingegen, so dass in der Saison 2009 der Aufstieg in die zweite Liga erreicht werden konnte, welche ebenfalls als Erstplatzierter nach einer Saison wieder verlassen werden konnte, so dass FBK 2011 erneut in der obersten Spielklasse auflief. Dort musste man allerdings direkt wieder absteigen, nachdem man keine Lizenz für die neue Saison 2012 erhalten hatte. Kurz darauf wurde der Verein aufgelöst.

## Vereinsnamen
- 1993–1999: FBK Kaunas
- 2000: FK Žalgiris Kaunas
- 2001–2012: FBK Kaunas

## Erfolge
- Litauischer Meister (8): 19991, 2000, 2001, 2002, 2003, 2004, 2006, 2007
- Litauischer Pokal:
  - Sieger (4): 2002, 2004, 2005, 2007
  - Finalist (2): 1998, 1999
- Litauischer Superpokalsieger (3): 2002, 2004, 2007
- Baltic League: 2008

1als Žalgiris Kaunas in der Übergangsmeisterschaft